# Notwendige Lehrjahre
Notwendige Lehrjahre ist ein Dokumentarfilm aus dem Jahr 1960, den Jürgen Böttcher als Abschlussfilm seines Studiums an der Deutschen Hochschule für Filmkunst und Fernsehen inszenierte.

## Handlung
Der Film zeigt zunächst Kleinkinder in ihrer behüteten Umgebung und bei der liebevollen Betreuung durch ihre Eltern, die zumeist stolz auf ihre Kinder sind. Es werden jedoch auch andere Situationen dargestellt: Jugendliche, die bereits in jungen Jahren wegen der Missachtung von Gesetzen vor dem Richter stehen. Bei vielen der hier beschriebenen Jugendlichen waren die Väter im Zweiten Weltkrieg geblieben und die Mütter mit der Erziehung überfordert. Im Film wird dargestellt, dass die Jugendlichen in vielen Fällen durch die sogenannte „Schundliteratur“, die es in der DDR nicht zu kaufen gibt, auf den falschen Weg geraten sind, da sie dadurch die „falschen Helden“ als Vorbilder haben. Sie werden aber nicht als Verbrecher dargestellt, sondern brauchen Verständnis und Hilfe, Strenge und Konsequenz sowie ein geregeltes Leben. Diese jungen Verurteilten, im Film bezeichnet als „arbeitsscheue“ Herumtreiber und Schwererziehbare, bilden nur eine kleine Gruppe, für deren Mitglieder in der DDR die Jugendwerkhöfe, zu denen auch der Jugendwerkhof Römhild gehört, eingerichtet wurden. Hier sollen sie Disziplin und Ordnung lernen und dieser Film will einen Teil der Bemühungen zeigen.
Bei der Ankunft im Werkhof, überwiegt erst einmal das Misstrauen, welches aber bald verfliegt, da es sich nicht, wie befürchtet, als Gefängnis darstellt. Hier sollen die Jugendlichen regelmäßig zu lernen und arbeiten sowie auch auf Sauberkeit zu achten. Bei guter Führung gibt es dann sogar unbegleiteten Ausgang in die Stadt. Sie erlernen Berufe in der Landwirtschaft, als Gärtner, Schneiderin und Tischler. Im eigenen Betonwerk stellen die Jugendlichen Betonrohre her. Doch nicht immer läuft es friedlich ab. Es gibt auch mal Streit mit dem Meister, bei dem die alte herausfordernde Art wieder Oberhand gewinnt. Doch sie müssen begreifen, dass sie Lehrlinge sind und es hier auch um Normen, Pünktlichkeit und Einhaltung der Liefertermine geht.
Der Film schildert auch die Freizeitgestaltung der Jugendlichen: er zeigt, wie sie trainieren, spielen und dabei Spaß haben – auch ein kleines Schwimmbad ist vorhanden und die Interessengemeinschaft Tanz wird frequentiert. Theaterbesuche werden gern genutzt, so wie die Aufführung mit Katharina Lind in Jean Anouilhs Jeanne oder Die Lerche. Im Film bringt die Schauspielerin den Jugendlichen im Jugendwerkhof bei, wie man eine Rolle lernt und spielt.
Alle zwei Wochen gibt es einen Tanzabend, wobei die Jugendlichen auch lieber „etwas schrägere Sachen“ tanzen würden und außerdem auch zusammensitzen dürfen. Doch darüber muss sicherlich noch öfter diskutiert werden und dazu sind die regelmäßigen Brigadeaussprachen da, wo es zum Beispiel um die Höhe und Art der Strafen nach einem Vergehen gegen die Hausordnung geht. Nach Darstellung des Films ist die Zeit für die Jugendlichen im Werkhof zwar hart, aber auch für die Erzieher ist es nicht immer einfach. So gab es in der Vergangenheit einen Fall, der für den Film von den Jungen nachgespielt werden muss, da zu dieser Zeit das Kamerateam nicht vor Ort war.
Eines Tages beschließen die Jungen, länger im Bett zu bleiben und nicht zum Frühsport zu gehen, was sie auch umsetzen und den Aufforderungen des Erziehers aufzustehen nicht folgen. Im Schrankzimmer erwarten sie den Erzieher zur Aussprache. Dies stellt für den Erzieher eine kollektive Verweigerung dar, die er bislang noch nicht erlebt hatte, was für ihn eine schwierige Situation bedeutet. Nachdem die Gruppe weiterhin verstockt bleibt, beginnen sich dann die ersten Jugendlichen zu schämen. Es scheint sich eine härtere Auseinandersetzung zu entwickeln. Während die anderen Brigaden zur Arbeit gehen, bleiben die Verweigerer beim Frühstück sitzen. In Einzelgesprächen erfährt der Erzieher, dass viele der Jugendlichen bereit sind, alles zu erzählen, jedoch erst, wenn einer von ihnen die Gruppe dauerhaft verlässt. Dieser hatte den Rest der Gemeinschaft tyrannisiert, die ihm in der Vergangenheit völlig hörig und unterlegen war; worunter vor allem die Kleinsten zu leiden hatten. Es wird geschildert, dass er sie gezwungen hatte, sie zu massieren oder ihm die Füße zu waschen und die Schuhe zu putzen. In dem Gespräch kommt auch heraus, dass der sogenannte „Boss“ (gespielt vom Schauspieler Horst Jonischkan) andererseits immer wieder durch seine Geschicklichkeit und vielseitigen Interessen den Rest der Gruppe für sich einnehmen konnte, zum Beispiel durch das Vermitteln neuer Tänze wie Rock ’n’ Roll. Das Schlimmste was vorkam waren sadistische Quälereien an den Jüngeren, an denen sich auch andere aus der Gruppe beteiligten. Nach dieser Aussprache versucht der „Boss“ zu fliehen, wird aber von der Gruppe wieder eingefangen und kommt anschließend in einen anderen Jugendwerkhof, wo seine guten Veranlagungen gefördert und die schlechten unterdrückt werden sollen.

## Hintergrund
Notwendige Lehrjahre entstand 1960 als Diplomfilm an der 1954 gegründeten Deutschen Hochschule für Filmkunst in Babelsberg. Diese frühe Phase der Hochschule war „einerseits geprägt von den Auswirkungen des Hochstalinismus ostdeutscher Spielart, andererseits von wechselnden konzeptionellen Ansätzen bei der Ausbildung.“ Die filmischen Übungen und Abschlussarbeiten zeigten oft Alltagssituationen aus der DDR. Es entstanden jedoch auch Arbeiten, die den Klassenkampf in den Mittelpunkt stellten und stark didaktisch geprägt waren. Soziale Randgruppen oder Außenseiter der DDR-Gesellschaft wurden – auch aus Angst vor dem Verlust der eigenen beruflichen Zukunft – kaum von den angehenden Filmschaffenden ins Blickfeld genommen. Die meisten Produktionen der Filmhochschule waren und sind „über die Mauern bzw. Leinwände der HFF kaum bekannt.“
Das Leben in den Jugendwerkhöfen und Kinderheimen wurde in der DDR kaum öffentlich diskutiert. Es gab nur wenige Versuche, das Leben in diesen Einrichtungen dokumentarisch zu begleiten. Angelika Andrees’ Heim (1978) konnte erst 1990 erstmals öffentlich gezeigt werden. Roland Steiners Jugendwerkhof (1982) wurde ebenfalls die Zulassung verweigert und lief nach Angaben des Regisseurs in der DDR nur inoffiziell auf kleineren Veranstaltungen. An der Potsdamer Filmhochschule entstand wenige Jahre nach Böttchers Notwendige Lehrjahre unter der Regie von Ulrich Weiß Paragraph 14 (1968), der Jugendliche im Werkhof Scharfenstein porträtiert.

## Produktion und Veröffentlichung
Notwendige Lehrjahre wurde von Studenten der Deutschen Hochschule für Filmkunst und Fernsehen als Schwarzweißfilm hergestellt. Die erste nachweisbare öffentliche Aufführung fand im November 1994 während des Internationalen Leipziger Festivals für Dokumentar- und Animationsfilm statt.
Die Dreharbeiten fanden im Jugendwerkhof Rudolf Harbig in Römhild in Thüringen statt. Es handelt sich um den Diplomfilm Jürgen Böttchers. Produktionsleiter war der spätere DEFA-Chefdramaturg Rudolf Jürschik.
Der Film wurde 2016 zusammen mit weiteren Werken des Regisseurs in der Edition Filmmuseum auf DVD veröffentlicht.

## Rezeption
In der Gegenwart gilt Notwendige Lehrjahre als einer der bedeutendsten frühen Studentenfilme in der DDR.
Die Filmhistorikerin Ilka Brombach rechnete ihn als den wichtigsten Film der Filmhochschule Babelsberg über Kinder und Jugendliche im ersten Jahrzehnt ihres Bestehens. Jürgen Böttcher begegne den Jugendlichen in der Kunst auf Augenhöhe.
Und die Filmhistorikerin Ines Wahl lobte

„Schon hier zeigt sich ein hervorstechendes Merkmal seiner späteren Filme: Jürgen Böttcher gibt seinen Protagonisten viel Raum; er nähert sich vorurteilsfrei, einfühlsam und vorsichtig. Außerdem ist seine Neugierde an den Lebenssituationen und -geschichten seiner Figuren zu spüren.“

Der Filmwissenschaftler Claus Löser bescheinigte dem Regisseur einen „Balanceakt zwischen ausgeprägtem Formwillen und der Inkaufnahme grenzwertiger Inhalte.“
In einer früheren Rezension  hatte er noch behauptet, dass es sich bei Notwendige Lehrjahre um „ein Propagandastück in Reinkultur“ handelt. Für Löser schien es, „als habe Böttcher nach den vorangehenden Schwierigkeiten an der HFF nun auf Nummer sicher gehen wollen.“
Der Filmrezensent Peter Hans Göpfert schrieb 2023, dass sich der Film „als aussagekräftiges Dokument von Ton und Geist des damaligen Gesellschaftssystems“ lese.
Auf Anregung ihres Lehrers Rosa von Praunheim reagierten 2023 vier junge Regiestudenten der Hochschule auf Böttchers Film, indem sie kurze Theater-Stücke inszenierten, in denen es unter anderem auch um Jugendwerkhöfe geht. Bei den Studenten handelt es sich um Robert Thalheim, Thorsten Trimpop, Athanasios Karanikolas und Sebastian Ko.